# Partido Revolucionario Democrático
Der Partido Revolucionario Democrático (PRD) ist eine politische Partei Panamas. Sie ist Mitglied der Sozialistischen Internationalen, der COPPPAL und des Forums von São Paulo. Mitglieder der Partei sind als Teil der Fraktion Integration Demokratisches – Zentrum Abgeordnete im Zentralamerikanischen Parlament. Der PRD ist die mitgliederstärkste Partei Panamas.
Die Partei bezeichnet sich selbst als eine progressiv-revolutionäre Partei, die von den Werten der Gemeinschaft und Solidarität inspiriert ist. Sie verfolgt Elemente der Sozialdemokratie und der „Torrijista-Ideologie“. Sie gilt gegenwärtig als politisch Mitte-links orientierte Partei.

## Parteigeschichte
Die Partei wurde im Jahre 1979 vom de-facto Herrscher Panamas, Omar Torrijos, mit Unterstützung des vorherigen Vizepräsidenten Gerardo González Vernaza und dem damaligen Präsidenten Aristides Royo unter dem Motto „Nationalistisch, volksnah, unabhängig, klassenübergreifend und einheitlich“ gegründet. Teile der politischen Elite zur Zeit der Gründung, vor allem genannte Gründungsmitglieder oder Unterstützer, traten der Partei bei und prägten die Politik des Landes noch Jahrzehnte später. Die Partei näherte sich im Laufe dieser Zeit und in den nächsten Jahren den diktatorischen Regimes stark an und stellte immer mehr einen inoffiziellen politischen Arm des erstarkten Militärs dar.
Nach dem Tod des Generals Omar Torrijos übte das Militär starken Druck auf Präsident Royo aus und zwang ihn zu einem vorzeitigen Rücktritt. Nach Jahren der Übergangsregierung wurde in den Parlaments- und Präsidentschaftswahlen von 1984 ein neuer Präsident gewählt. Erneut wurde ein Mitglied des PRD, Nicolás Ardito Barletta, zum Präsidenten gewählt. Das de-facto Regime unter dem General Manuel Noriega, das schon bei der Präsidentschaftswahl Wahlbetrug durchführte, zwang Barletta noch 1985 zum Rücktritt. Die folgenden, als „Kleenex presidents“ bekannten Präsidenten des PRD wurden oft ausgetauscht und waren abhängig von Noriega.
Nach der Militärintervention und dem Sturz der Militärdiktatur im Jahre 1989, wurden neue Parlaments- und Präsidentschaftswahlen angesetzt, in welchen der PRD dem unabhängigen Kandidaten Guillermo Endara unterlag. In den folgenden Jahren arbeitete sich die Partei durch Klärung innerer Differenzen und Annäherung an die USA wieder zu einer führenden Stellung. Bereits in den Wahlen des Jahrs 1994 stellte die Partei wieder den Präsidenten und wurde stärkste Kraft der Nationalversammlung. Der Trend setzte sich fort, in allen folgenden Wahlen außer der Wahl im Jahr 2014 blieb die Partei stärkste Kraft im Parlament und stellte drei Präsidenten seit der ersten Wahl nach Noriega im Jahr 1989. Der ehemalige Präsident der Partei und Präsident Panamas zwischen 2004 und 2009, Martin Torrijos, ist der Sohn des ursprünglichen Parteigründers und de-facto Herrschers von Panama zwischen 1968 und 1981, Omar Torrijos.

## Wahlergebnisse seit 1989
| Präsidentschaftswahlen          | Präsidentschaftswahlen          | Präsidentschaftswahlen          | Präsidentschaftswahlen          | Präsidentschaftswahlen          |                                 | Parlamentswahlen                | Parlamentswahlen                | Parlamentswahlen                | Parlamentswahlen |
| Jahr                            | Kandidat                        | Stimmenanzahl                   | %                               | Resultat                        | Jahr                            | Sitze                           | Stimmenanzahl                   | %                               |                  |
| ------------------------------- | ------------------------------- | ------------------------------- | ------------------------------- | ------------------------------- | ------------------------------- | ------------------------------- | ------------------------------- | ------------------------------- | ---------------- |
| 1989                            | Carlos Duque                    | 188.914                         | 28,4 %                          | Niederlage                      | 1989                            | 34                              | 114.741                         | 18,8 %                          |                  |
| 1994                            | Ernesto Pérez Balladares        | 355.307                         | 33,3 %                          | Sieg                            | 1994                            | 30                              | 236.319                         | 22,9 %                          |                  |
| 1999                            | Martin Torrijos                 | 483.501                         | 37,8 %                          | Niederlage                      | 1999                            | 34                              | 393.356                         | 32,0 %                          |                  |
| 2004                            | Martin Torrijos                 | 711.447                         | 47,4 %                          | Sieg                            | 2004                            | 40                              | 549.948                         | 37,8 %                          |                  |
| 2009                            | Balbina Herrera                 | 597.417                         | 37,7 %                          | Niederlage                      | 2009                            | 26                              | 537.426                         | 35,7 %                          |                  |
| 2014                            | Juan Carlos Navarro             | 521.842                         | 28,1 %                          | Niederlage                      | 2014                            | 25                              | 535.747                         | 31,5 %                          |                  |
| 2019                            | Laurentino Cortizo              | 609.638                         | 31,03 %                         | Sieg                            | 2019                            | 35                              | 542.105                         | 29,99 %                         |                  |
| 2024                            | José Gabriel Carrizo            | 133.080                         | 5,9 %                           | Niederlage                      | 2024                            | 13                              | 347.692                         | 16,3 %                          |                  |
| Quellen: 1989 bis 2004: danach: | Quellen: 1989 bis 2004: danach: | Quellen: 1989 bis 2004: danach: | Quellen: 1989 bis 2004: danach: | Quellen: 1989 bis 2004: danach: | Quellen: 1989 bis 2004: danach: | Quellen: 1989 bis 2004: danach: | Quellen: 1989 bis 2004: danach: | Quellen: 1989 bis 2004: danach: |                  |